# Constantina (Rio Grande do Sul)
Constantina est une municipalité brésilienne située dans l'État du Rio Grande do Sul.